# 1630
1630. је била проста година.

## Догађаји

### Новембар
- 5. новембар – Мировним споразумом у Мадриду завршен је Англо-шпански рат, у којем су Шпанија и њена савезница Аустрија поражене на мору и копну.